# Oued M'Zi
Oued M'Zi es un municipio (baladiyah) de la provincia o valiato de Laghouat en Argelia. En abril de 2008 tenía una población censada de 3129 habitantes.
Se encuentra ubicado en los montes Atlas, a 400 km al sur de Argel, en el límite norte del desierto del Sahara.